# I'm Looking Through You
"I'm Looking Through You" é uma canção dos Beatles, lançada em novembro de 1965 no álbum Rubber Soul. Com duração de 2:27 é creditada à dupla Lennon&McCartney, mas foi composta principalmente por Paul, que a fez sobre sua então namorada, a atriz Jane Asher. "Você não está diferente, mas mudou" declara a letra, mostrando a insatisfação de McCartney com o seu relacionamento na época e que terminaria logo depois.
Os Beatles gravaram a música em três versões em outubro e novembro de 1965. A versão original era num ritmo mais lento do que a afinal lançada, e não tinha o verso "Why, tell me why...", de entrada do refrão. A canção original só foi lançada em 1996, no compêndio Anthology 2.
Os créditos indicam que Ringo Starr tocou órgão eletrônico nesta canção, um instrumento não usual para o baterista, mas o escritor Mark Lewishon, que escreveu um livro sobre as sessões de gravações dos Beatles, diz que não pode ouvir o instrumento na gravação e que o crédito não consta nas fitas de gravação originais da canção.

## Créditos
- John Lennon – violão e vocalização
- Paul McCartney – baixo e vocais principais
- George Harrison – guitarra solo e pandeiro
- Ringo Starr – bateria e órgão Hammond